# 水頭村 (香港)

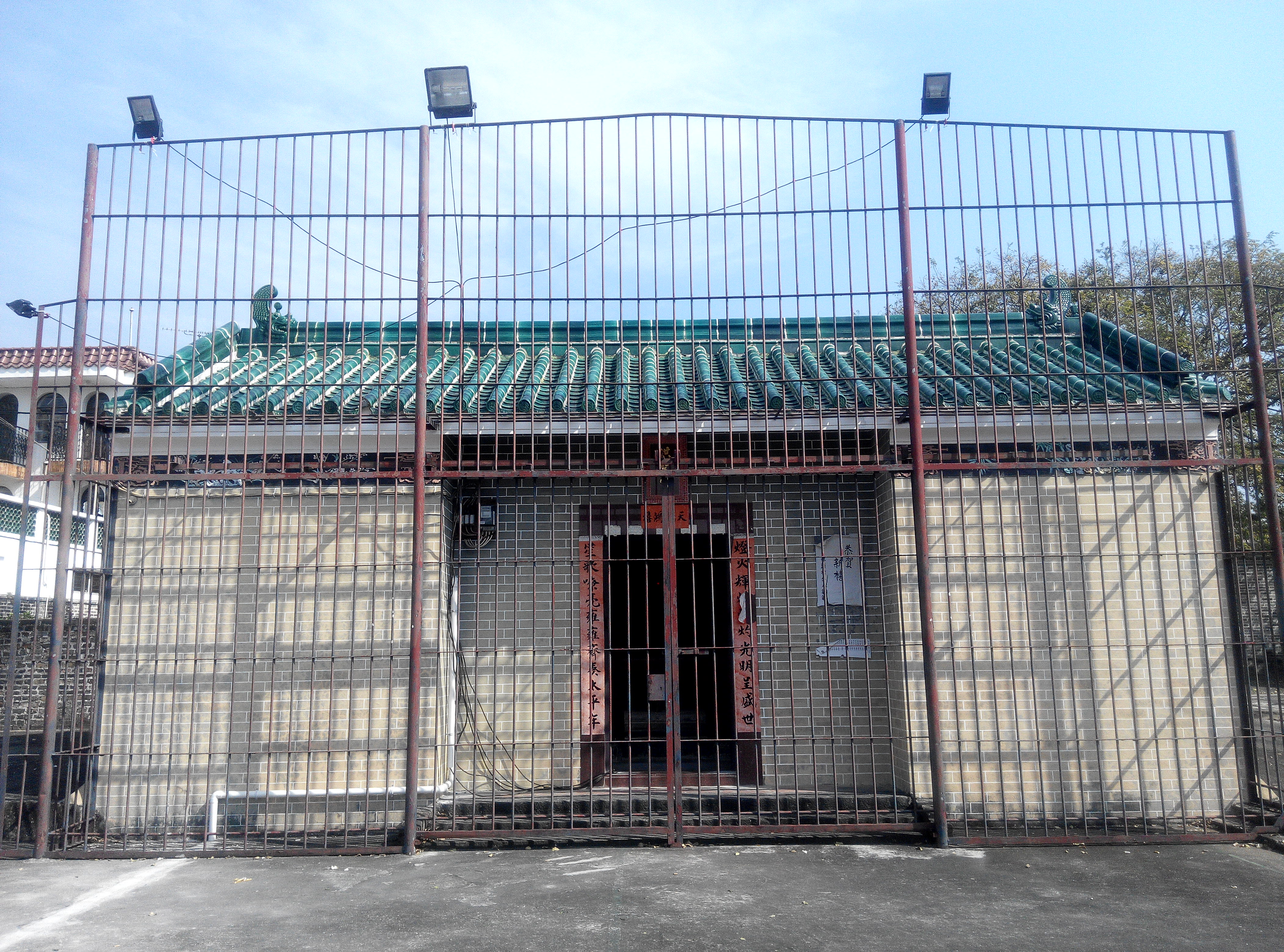
錦田水頭村洪聖廟

22°26′43″N 114°03′38″E / 22.445293°N 114.060616°E
水頭村（英語：Shui Tau Tsuen）是一條位於香港新界元朗區錦田地區的17世紀鄉村。錦田是鄧氏宗族（新界五大氏族之一）的起源地。該村屬元朗六鄉之其中之一條村，村內亦保留多個一級或二級歷史古蹟建築物。

## 行政劃分
水頭村是錦田鄉事委員會其中一個鄉村代表。在選舉劃分上，該村被劃為元朗鄉郊東選區，現任區議員為梁明堅與徐君紹。

## 歷史建築

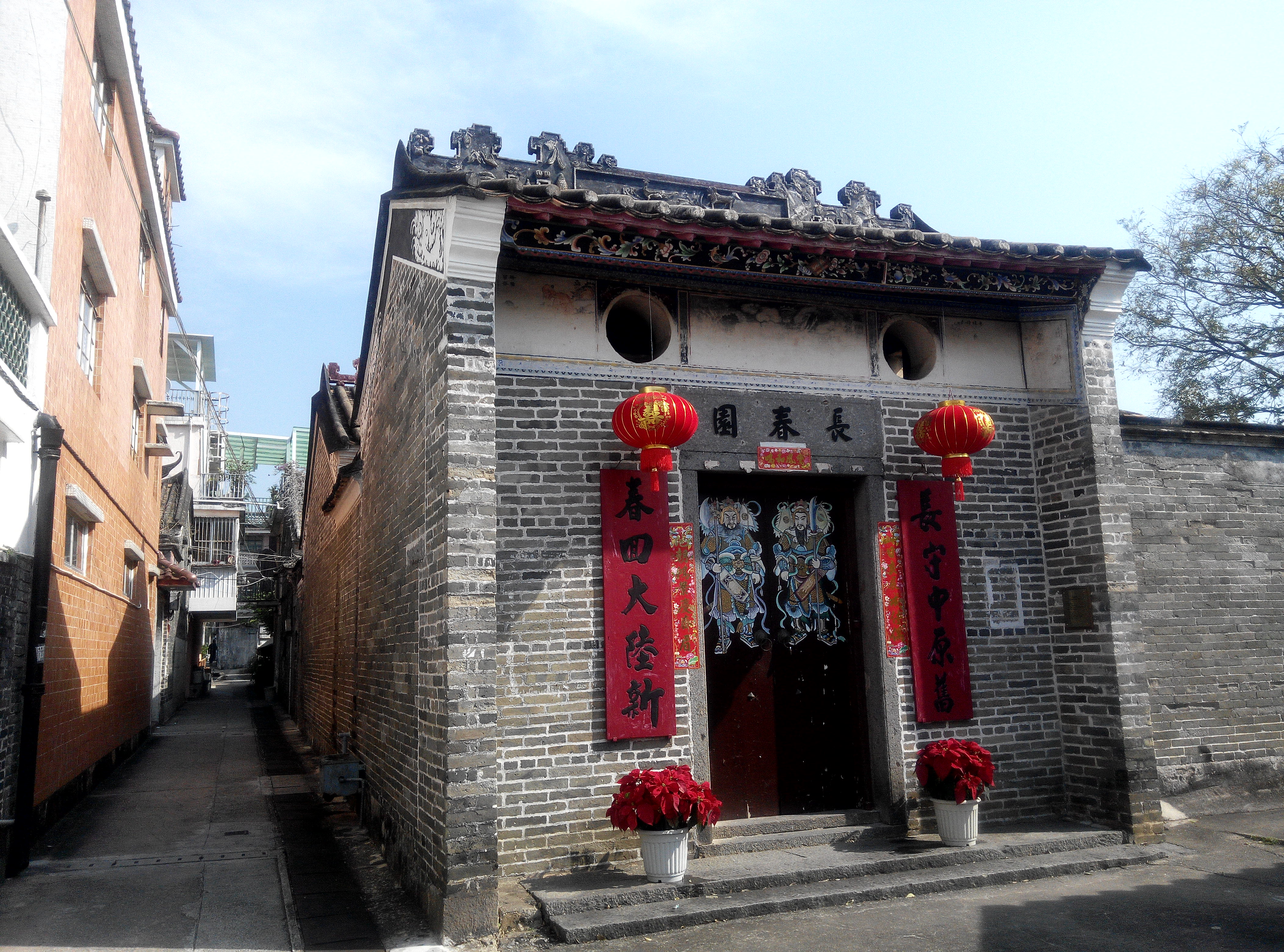
水頭村內的長春園

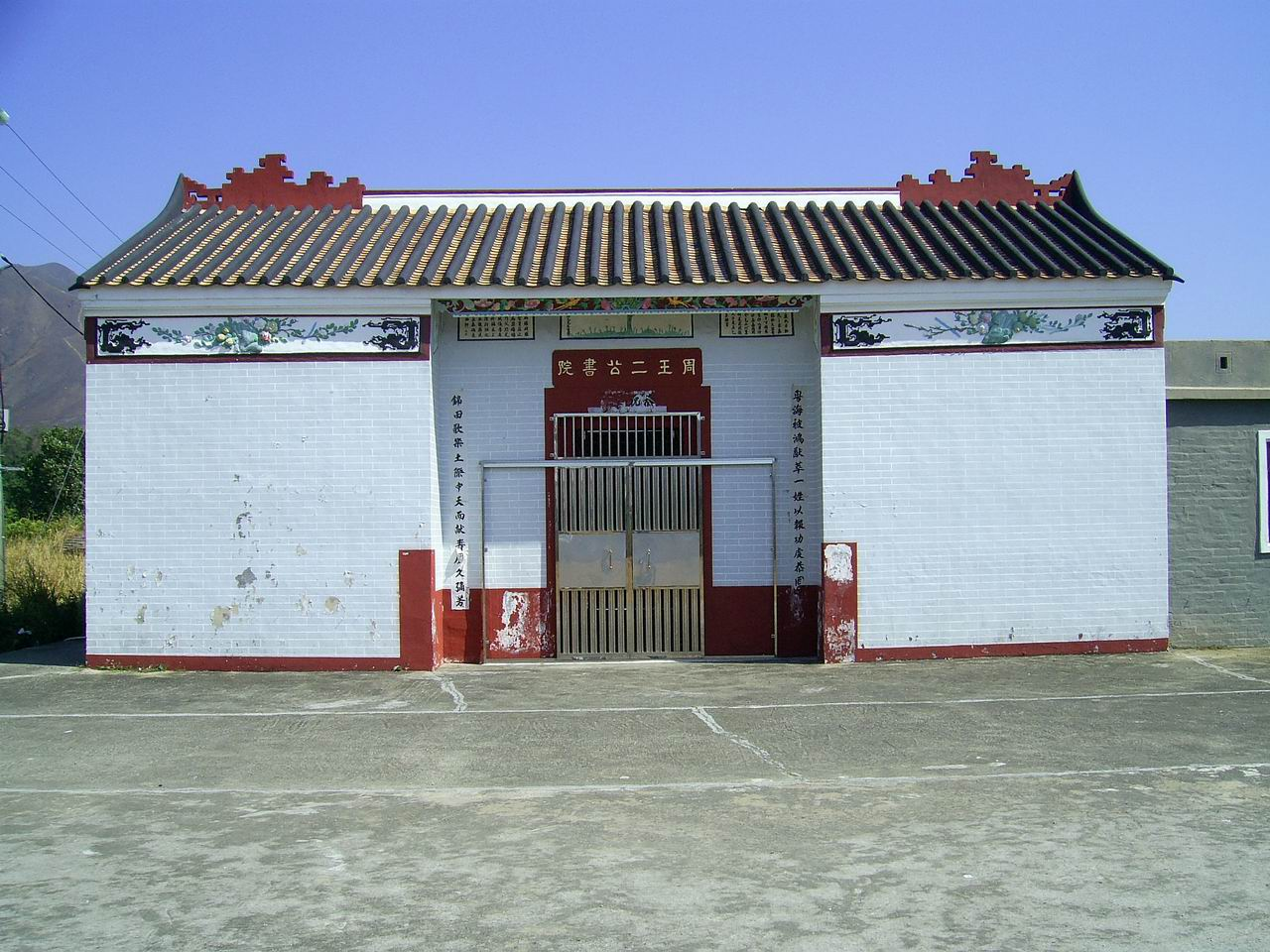
水頭村內的周王二公書院

水頭村與其鄰近的水尾村因其以龍和鯉魚圖案為裝飾的船頭狀屋頂而聞名於世。
長春園曾是一所為村內兒童提供武科訓練的學堂，務求讓他們成功通過科举考試中的武举考核。該學堂亦是錦田地區過往唯一教授武術的地方。該建築同時亦作為祠堂使用。科舉是中國傳統的教育制度，年輕人可透過參與考試，以求成為舉人——這是對那些能夠通過考核，為君主服務的學生之一種榮耀。故此，學生若能成為舉人，便能提升他們家族的社會地位和權力。在朝廷中取得官職已成為氏族非常關心的問題。
周王二公書院於1685年，由鄧氏族人為紀念周有德及王來任而建。周有德及王來任曾上奏廢除遷海令，其後清廷於1669年容許居民回鄉居住。
二帝書院由當地16個著名的士紳（scholar-gentry）籌組興建，並放有二帝（即文昌、關帝）神像。該建築曾為供村內孩子提供學習的地方。二帝書院的前院以白磚砌成，故於該書院上學的學生被稱為「白石巷子弟」。白石巷位於正門外。二帝書院以一種簡單、實用的風格建成，沒有很大的裝飾性，主要以葉狀（leafy）和幾何石膏造型裝飾。

## 保育工作

水頭村內的廣瑜鄧公祠

村內擁有多個歷史建築，如下：
- 法定古蹟：廣瑜鄧公祠、二帝書院
- 一級歷史建築：長春園、力榮堂書室
- 二級歷史建築：周王二公書院、便母橋
- 三級歷史建築：鄧虞階書室、泝流園、洪聖宮

## 相關事件

### 村民謀殺女嬰案
2022年6月，有男子向警方報案，指與居於該村的女兒失聯多時，曾嘗試登門造訪但無果，對女兒的性命有所隱憂。消防到場破門入屋搜查，雖然女兒與其丈夫均安然無恙，但屋內一名14個月大的女嬰卻被發現有數處不尋常傷痕，當場宣告死亡。其後，警方以涉嫌謀殺一罪，拘捕女嬰的父母，以作進一步調查。據警方指出，有關夫婦已結婚7年，於2021年遷至該村定居，並無任何家庭暴力記錄。從現場搜查中，警方發現女嬰被雜物所掩蓋，除上述的傷痕外，狀況尚算良好，正調查該案是否與「嚴重暴力」或虐待兒童有關；至於女嬰的死因，則有待法醫作進一步調查。

## 延伸閱讀
- Lee, Ho Yin; DiStefano, Lynne Delehanty. . Oxford University Press. 2002. ISBN 978-0-19-592859-4.（關於水尾村與水頭村）

## 外部連結
- 居民代表選舉水頭村（錦田）的劃定現有鄉村範圍（2019－2022年） （页面存档备份，存于）
- 古物古蹟辦事處關於廣瑜鄧公祠的網站 （页面存档备份，存于）、介紹文件 （页面存档备份，存于）
- 古物古蹟辦事處關於二帝書院的網站 （页面存档备份，存于）
- 古物諮詢委員會關於長春園的簡要文件 （页面存档备份，存于）（圖片 （页面存档备份，存于））
- 古物諮詢委員會關於力榮堂書室的簡要文件 （页面存档备份，存于）（圖片 （页面存档备份，存于））
- 古物諮詢委員會關於周王二公書院的簡要文件 （页面存档备份，存于）（圖片 （页面存档备份，存于））
- 古物諮詢委員會關於便母橋的簡要文件 （页面存档备份，存于）（圖片 （页面存档备份，存于））
- 古物諮詢委員會關於鄧虞階書室的簡要文件 （页面存档备份，存于）（圖片 （页面存档备份，存于））
- 古物諮詢委員會關於泝流園的簡要文件 （页面存档备份，存于）（圖片 （页面存档备份，存于））
- 古物諮詢委員會關於洪聖宮的簡要文件 （页面存档备份，存于）（圖片 （页面存档备份，存于））